# Marian Krzykowski
Marian Krzykowski (ur. przed 1850, zm. 15 kwietnia 1879 w Łańcucie) – polski lekarz, doktor wszech nauk lekarskich.

## Życiorys
Był rodem ze wsi Rożyska. 28 lipca 1873 na Uniwersytecie Jagiellońskim otrzymał stopień doktora wszech nauk lekarskich. Był uważany za jednego z najzdolniejszych wychowanków UJ z ówczesnych lat. 24 października 1873 został mianowany przez grono profesorów UJ asystentem profesora w klinice chirurgicznej w Krakowie. Do około 1874 był asystentem profesora na Wydziale Lekarskim UJ oraz był asystentem dyrektora tamtejszej kliniki chirurgicznej, dr. Antoniego Bryka. W tym czasie prowadził też praktykę lekarską w Krakowie.
Uchwałą Rady Miejskiej w Sanoku z 1 czerwca 1874 otrzymał posadę lekarza ordynującego w tamtejszym Szpitalu Powszechnym, gdzie od około 1875 sprawował posadę prymariusza. Przyczynił się do rozpoczęcia budowy nowego budynku sanockiego szpitala w 1878. Równolegle od 1874 sprawował stanowisko lekarza miejskiego przy magistracie miasta Sanoka. Jednocześnie w mieście prowadził prywatną praktykę lekarską. Działał w sekcji sanockiej Towarzystwa Lekarzy Galicyjskich. W maju 1877 w Krakowie zdał celująco egzamin lekarski przepisany celem uzyskania stałej posady w służbie publicznej zdrowia. Na posiedzeniu Rady Miejskiej w Sanoku 22 października 1878 przyjęto jego rezygnację ze stanowisk lekarza szpitalnego oraz lekarza miejskiego i wyrażono mu wówczas uznanie za wieloletnią służbę.
Przystąpił do Towarzystwa Lekarskiego Krakowskiego, którego był członkiem czynnym od 18 listopada 1873 do 1874, a od 1874 członkiem korespondentem. Został współpracownikiem krakowskiego czasopisma branżowego „Przegląd Lekarski”. Od jesieni 1878 sprawował stanowisko lekarza powiatowego w Łańcucie przy tamtejszym urzędzie starostwa c. k. powiatu łańcuckiego. Równolegle praktykował jako lekarz w Łańcucie. Zmarł 15 kwietnia 1879 w Łańcucie wskutek duru (tyfusu). Był żonaty, miał syna.

## Publikacje
- Odjęcie odnogi w stawie barkowym. Zastosowanie bezkrwawego sposobu operowania podług Esmarcha (w: „Przegląd Lekarski” nr 48/1874)[23][2]
- Przetoczenie krwi (transfusio sanguinis) wykonane z pomyślnym skutkiem (w: „Przegląd Lekarski” nr 2/1875)[24][2]
- O sposobie Esmarchowym operowania bezkrwawego (w: „Przegląd Lekarski” nr 4/1875)[25][2]
- Sprawozdanie o chorobach chirurgicznych leczonych w szpitalu powsz. w Sanoku w czasie od 1go sierpnia 1874 do sierp. 1875 r. (w: „Przegląd Lekarski” nr 43, 44/1875)[26][2]
- Spostrzeżenia chirurgiczne ze szpitala powszechnego w Sanoku. Rak przybłonkowy moszen (rak kominiarski) (w: „Przegląd Lekarski” nr 52/1876)[27][2]
- Spostrzeżenia chirurgiczne ze szpitala powszechnego w Sanoku. Chrząstniak kostniejący kości barowej zewnętrzny z przeobrażeniem torbielowem, wyłuszczenie barku – powrót – przerzuty w płucach (w: „Przegląd Lekarski” nr 8, 10/1877)[28]
- Sprawozdanie o chorobach chirurgicznych leczonych w szpitalu powszechnym w Sanoku w czasie od sierpnia 1875 do stycznia 1877 (w: „Przegląd Lekarski” nr 38, 39/1877)[29][2]
- Malignes periostales Osteoenchodrom des linken Oberarmbeines. Enuncleation. Rezidive. Ablagerungen. in den Lungen (w: „Wiener Medizinische Presse” 1878)[2]